# Fixeur
Fixeur este un film românesc din 2016 regizat de Adrian Sitaru. Rolurile principale au fost interpretate de actorii Sorin Cociș, Tudor Aaron Istodor, Mehdi Nebbou, Nicolas Wanczycki, Diana Spătărescu, Andreea Vasile, Adrian Titieni și  Cristian Ilinca. A fost prezentat la Festivalul de Film de la Toronto din 2016 și la Festivalul de Film de la Tokyo.

## Prezentare
Un tânăr absolvent de Jurnalism are ocazia să facă un reportaj despre două prostituate românce minore repatriate din Franța.

## Distribuție
- Sorin Cociș
- Tudor Istodor - Radu- Fixeur[6]

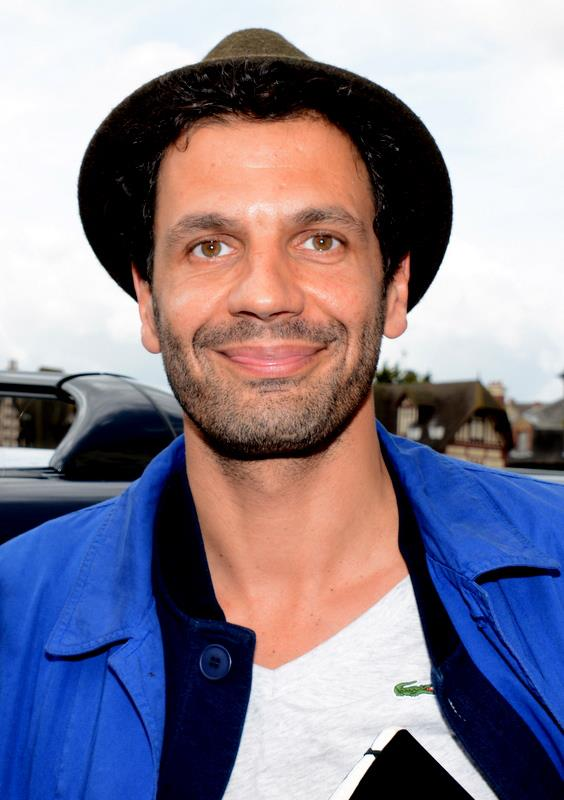
Mehdi Nebbou în 2013

- Mehdi Nebbou -  Axel, jurnalist francez
- Diana Spătărescu - Anca
- Adrian Titieni - Șeful de post
- Andreea Vasile
- Nicolas Wanczycki as Serge